# Герб комуни Теребуда
Герб комуни Теребуда (швед. Töreboda kommunvapen) — символ шведської адміністративно-територіальної одиниці місцевого самоврядування комуни Теребуда. 

## Історія
Герб було розроблено для торговельного містечка (чепінга) Теребуда. Отримав королівське затвердження 1957 року.    
Після адміністративно-територіальної реформи, проведеної в Швеції на початку 1970-х років, муніципальні герби стали використовуватися лишень комунами. Цей герб був 1971 року перебраний для нової комуни Теребуда.
Герб комуни офіційно зареєстровано 1974 року.

## Опис (блазон)
Щит розтятий двічі на золоте, синє та золоте поля, поверх них — дві чорні нитяні балки.

## Зміст
Сюжет герба символізує перетин Йота-каналу залізницею.